# Har Senaim
Har Senaim o Senaim (en hebreo: הר סנאים, romanizado: Har Senaʾim, lit. «Monte de las ardillas»; en árabe: Hafur el-Qurn, o Tell el-Hafur, o árabe: جبل الحلاوة, romanizado: Jabal Halawa, lit. «Montaña de la Dulzura»), es un yacimiento arqueológico situado en una cima cercana al monte Hermón, en la parte de los Altos del Golán ocupada por Israel, a 15 kilómetros al noreste de Kiryat Shemona y a 4 kilómetros de Banias.

## Historia
El yacimiento cuenta con un templo y un asentamiento romanos que se han incluido en un grupo de templos del monte Hermón. En las cercanías también se hallaron las ruinas de un segundo templo griego antiguo. El templo romano contaba con un altar tallado con un relieve de Helios, el dios del Sol. El santuario de Har Senaim fue tallado en roca firme. El asentamiento mide aproximadamente 5 000 m² (0,50 ha). En el yacimiento se encontraron varias inscripciones griegas antiguas. Una inscripción hallada en el altar invocaba a los grandes dioses en un llamamiento a la salvación del emperador Adriano. Otros hallazgos fueron un bozal de basalto y un anillo de latón decorado con la imagen de un tritón. Se encontraron varias monedas de época bizantina y mameluca. Se ha sugerido que el complejo de Har Senaim es un lugar de culto o un jardín funerario y se ha comparado con los lugares altos mencionados en los Libros de los Reyes.